# Parc national du bassin du Tchad
Le parc national du bassin du Tchad (anglais : Chad Basin National Park) est un parc national situé dans les états de Borno et de Yobe au Nigeria. Le parc national du bassin du Tchad est créé en 1991. Il est constitué trois aires protégés non adjacentes : Chingurmi-Duguma, Bade-Nguru et Bulatura.